# Ansicht von Gibraltar
Ansicht von Gibraltar ist der Bildtitel eines Gemäldes von Fritz Bamberger. Das Gemälde gehört zum Bestand der Sammlung Schack in München.

## Geschichte
Bamberger hat mehrere Ansichten der Halbinsel Gibraltar gemalt. Die 1863 entstandene und im selben Jahr von Adolf Friedrich von Schack gekaufte Version gilt als Hauptwerk unter den spanischen Landschaften Bambergers. 1939 kam es mit der gesamten Sammlung Schacks in den Besitz der Bayerischen Staatsgemäldesammlungen.
2016 war das Gemälde eines der namensgebenden Bilder für die Ausstellung Neue Räume: Von Gibraltar bis Helgoland in der Sammlung Schack.

## Beschreibung
Das Gemälde hat eine Höhe von 100 cm und eine Breite von 147 cm. Es ist mit Ölfarbe auf Leinwand gemalt.
Es zeigt eine Ansicht von Osten über die Bucht von Algeciras hinweg auf Gibraltar. Der Felsen der Halbinsel und die Stadt Algeciras auf der Ostseite der Bucht liegen noch im warmen Licht der Abendsonne, während die Landschaft im Vordergrund bereits in Schatten getaucht ist.
Nach Schack wird diese Ansicht dem Betrachter: 

„in geläuterter, verklärter Gestalt dargeboten, so wie es sich im Innern des Künstlers widergespiegelt hat: es ist nicht ein Abend in Gibraltar, den er hier erlebt, es ist die Summe, die Blüte vieler Sonnenuntergänge, von denen die schönsten Züge für das Bild ausgewählt sind.“